# Lliga Nacional per la Democràcia
La Lliga Nacional per la Democràcia (en birmà: အမျိုးသား ဒီမိုကရေစီ အဖွဲ့ချုပ်, AFI: [ʔəmjóðá dìmòkəɹèsì ʔəpʰwḛdʑoʊʔ]; abreviat en birmà ဒီချုပ် i en anglès NLD) és un partit polític de Myanmar, que actualment exerceix com a partit de govern del país. Fundat el 27 de setembre de 1988, s'ha convertit en un dels partits més influents del moviment prodemocràtic de Myanmar. L'actual consellera d'Estat de Myanmar, Aung San Suu Kyi, és la seva presidenta.
El partit va obtenir una important majoria parlamentària en les eleccions generals de Myanmar de 1990. No obstant això, la junta militar en el poder es va negar a reconèixer el resultat. El 6 de maig de 2010, el partit va ser declarat il·legal i la Junta va ordenar la seva dissolució després de negar-se a inscriure's en les eleccions previstes per a novembre de 2010. Al novembre de 2011, la Lliga Nacional per la Democràcia va anunciar la seva intenció de registrar-se com a partit polític per a concórrer a futures eleccions, i la Comissió Electoral de la Unió de Myanmar va aprovar la seva sol·licitud de registre el 13 de desembre de 2011.
En les eleccions parcials de 2012, la LND es va presentar a 44 dels 45 escons disponibles, guanyant 43, amb l'única pèrdua d'un escó enfront del Partit Democràtic de les Nacionalitats Shan (SNDP, per les seves sigles en anglès). La líder del partit, Aung San Suu Kyi, va guanyar l'escó de Kawhmu.
En les eleccions generals de 2015, la LND va obtenir una supermajoria en totes dues cambres de l'Assemblea de la Unió, la qual cosa va aplanar el camí al primer president no militar del país en 54 anys.
En les eleccions generals de 2020, la LND va tornar a guanyar-les, però l'oposició (promilitar) va impugnar els resultats mentre que l'exèrcit va denunciar reiteradament «fraus electorals massius». Per aquest motiu, l'exèrcit va detenir el 31 de gener de 2021, la presidenta del país Aung San Suu Kyi i els principals líders del partit.